# Беатрис I (графиня Бургундии)
 Беатрис I (графиня Бургундии) (фр. Béatrice Ire de Bourgogne; ок. 1145 — 15 ноября 1184) — графиня Бургундии c 1148 года, императрица Священной Римской империи (после свадьбы в 1156 году с императором Фридрихом Барбароссой).

## Биография
Наследовала своему отцу Рено III Бургундскому в 3-летнем возрасте. Вокруг потенциального титула пфальцграфа разгорелись нешуточные бои. Опекуном Беатрис и регентом Бургундии стал её дядя Гильом III, граф Макона, который в Бургундии носил имя Гильом IV. Желая получить графский титул, он фактически держал свою племянницу под домашним арестом. С другой стороны на Бургундию претендовал герцог Бертольд IV фон Церинген, отец которого носил титул «ректор Бургундии», полученный от императора Лотаря Суплинбургского. Претензии Бертольда IV были поддержаны императором Конрадом III и Беатрис была освобождена. Однако в конечном итоге титул пфальцграфа не достался и Церингенам. В 1156 году новый император Фридрих I Барбаросса женился на Беатрис, взяв графство Бургундию в качестве приданого и присоединив её таким образом к владениям Гогенштауфенов.
Беатрис умерла 15 ноября 1184 года и похоронена в крипте Шпайерского собора вместе со своей дочерью Агнес.

## Брак и дети
Муж: с 1156 года Фридрих I Барбаросса (1122 — 10 июня 1190), император Священной Римской империи. Дети от этого брака:
- Беатрис (ок. 1161—1174)
- Фридрих (1164—1168/1170), герцог Швабии с 1167
- Генрих (1165—1197), император Священной Римской империи с 1191
- Конрад (1167—1191), герцог Швабии с 1170 под именем Фридрих VI
- Оттон (1167—1200), пфальцграф Бургундии с 1189
- Конрад (1172—1196), герцог Ротенбурга (1188—1191), герцог Швабии (1191—1196)
- Райнальд (Рено) (1173—1178)
- Вильгельм (ок. 1176 — после 1178)
- Филипп (1176—1208), герцог Швабии с 1196, король Германии с 1198
- Агнес (ум. 1184), была помолвлена с Имре (1174—1204), будущим королём Венгрии